# لولو لاتسكي
لولو لاتسكي (22 أكتوبر1901-8 نوفمبر1980) كانت كاتِبة وعالِمة حيوان من جنوب إفريقيا، وأول امرأة تحصل على درجة الدكتوراه في العلوم في جنوب إفريقيا. عاشت لاتسكي في ستيلينبوش حتى وفاة والدها عام 1950. وانتقلت إلى سي بوينت مع والدتها الأرملة وشقيقها الأكبر. وبعد وفاتهما انتقلت مرة أخرى إلى تامبورسكلوف، حيث عاش شقيقها الأصغر بيتر ستيرنبرغ لاتسكي وهو رجل دين في كيب تاون.
توفيت هناك عام 1980 عن عمر يناهز 79 عامًا.

## النشأة والتعليم
ولدت لويز "لولو" لاتسكي في كارنارفون، وهي مستعمرة كيب باعتبارها ابنة القس كريستوفيل هيرمانوس إنجلبرتوس لاتسكي وجوانا ماريا ستيرينبيرج لاتسكي. ولد جدها جان لاتسكي في ليتوانيا واستقر في جنوب أفريقيا بعد أن تمركز هناك أثناء الخدمة العسكرية في العقد الأول من القرن التاسع عشر. كان والدها رجل دين في كنيسة الإرسالية الإصلاحية الهولندية، والراعي المؤسس للكنيسة الإصلاحية المتحدة في ستيلينبوش (1905). لقد نشأت في ستيلينبوش عندما كانت فتاة طلبت دراسة اللغة اليونانية في مدرسة قريبة للبنين، لكن طلبها قوبل بالرفض. التحقت بجامعة ستيلينبوش، وحصلت على درجات علمية في علم الحيوان وعلم النبات قبل أن تصبح أول امرأة من جنوب إفريقيا تكمل متطلبات درجة الدكتوراه. (دكتوراه في العلوم)، وأول امرأة تحصل على أي دكتوراه في جامعة ستيلينبوش عام 1930.

## حياتها المهنية
بدأت لاتسكي مسيرتها الأكاديمية في علم الحيوان في جامعة بوتشيفستروم في عام 1932، لكن حالتها الصحية السيئة المزمنة وصحة والديها تطلبت منها العودة إلى ستيلينبوش والاعتناء باحتياجاتهم واحتياجاتها الخاصة. خلال فترة وجودها في المنزل بدأت في كتابة كتب للأطفال باللغة الأفريقية، معظمها عن الحيوانات، وكانت تلخص محاضراتها الجامعية في علم الحيوان حتى للجماهير الأصغر سنًا. نشرت في النهاية حوالي سبعين كتابًا، سبعة وأربعون منها للأطفال. وكانت أيضًا محررة علوم الأطفال في ناسيونال بيرس.